# Manager Magazin (Polen)
Die polnischsprachige, monatlich erscheinende Zeitschrift Manager Magazin – Edycja Polska (Eigenschreibweise: manager magazin EDYCJA POLSKA) war eine Lizenzausgabe des deutschen Titels Manager Magazin. Sie wurde von 2004 bis 2008 verlegt und war in dieser Zeit eine der beiden wichtigsten Wirtschaftszeitschriften des Landes.

## Geschichte
Der Titel wurde erstmals im Dezember 2004 von einer Joint-Venture-Gesellschaft, bestehend aus der Hamburger Manager Magazin Verlagsgesellschaft mbH (Spiegel-Gruppe) und dem Warschauer Verlagsunternehmen Infor SA herausgegeben. Der verlegende Verlag wurde zunächst unter der Firma Wydawnictwo Infor Manager Sp. z o.o. eingetragen. Nach Übernahme sämtlicher Anteile der Gesellschaft durch den deutschen Partner im Jahr 2007 firmierte der Verlag als Manager Media Sp.z o.o.
Die Zeitschrift richtete sich an das obere Management der polnischen Wirtschaft. Sie erschien in einer Druckauflage von 50.000 Exemplaren. Ein Exemplar kostete 9,80 Złoty. Wenn es eine CD-Rom-Beilage gab, stieg der Preis auf 15 Złoty. Die Zeitschrift verkaufte nach der Einführungsphase etwa 30.000 Exemplare an Verkaufsstellen und im Abonnement. Der Titel war der polnischen Auflagenkontrolle ZKDP (polnisch Związek Kontroli Dystrybucji Prasy) angeschlossen. Gründungs-Chefredakteur war der polnische Wirtschaftsjournalist Jan Bazyl Lipsczyc. Im Jahr 1996 übernahm Dorota Goliszewska seine Position. Stellvertretende Chefredakteure waren Dorota Kornacka und Piotr Lemberg. Geschäftsführer des Verlages war zunächst Philipp Busch, später Nikolaus von Nathusius.
Der Verlag gab neben dem Haupttitel noch Sonderausgaben zu verschiedenen Themen im wirtschaftlichen Umfeld heraus. Unter der Marke Manager Eventy wurden Veranstaltungen organisiert. Neben Galaeinladungen zur Verleihung von Manager Magazin-Awards wurden hier vor allem Seminare und Workshops angeboten. Im Oktober 2008 wurde in Warschau eine viel beachtete Konferenz mit dem Nobelpreisträger Joseph E. Stiglitz organisiert.
2008 kam es zu einem Wechsel in der Geschäftsführung der Spiegel-Gruppe und einer einhergehenden Änderung der Auslandsstrategie. Lange Zeit wurde vermutet, der Spiegel-Verlag plane die Herausgabe eines wöchentlichen Nachrichtenmagazins in Polen. So soll die Spiegel-Gruppe noch im Frühjahr 2008 eine Ausweitung der Aktivitäten in Polen geplant haben.  Zudem gingen die Anzeigenerlöse in der beginnenden Wirtschaftskrise massiv zurück. Aus diesen Gründen beschloss die Muttergesellschaft, den Titel Ende 2008 einzustellen und den Verlag zu liquidieren.

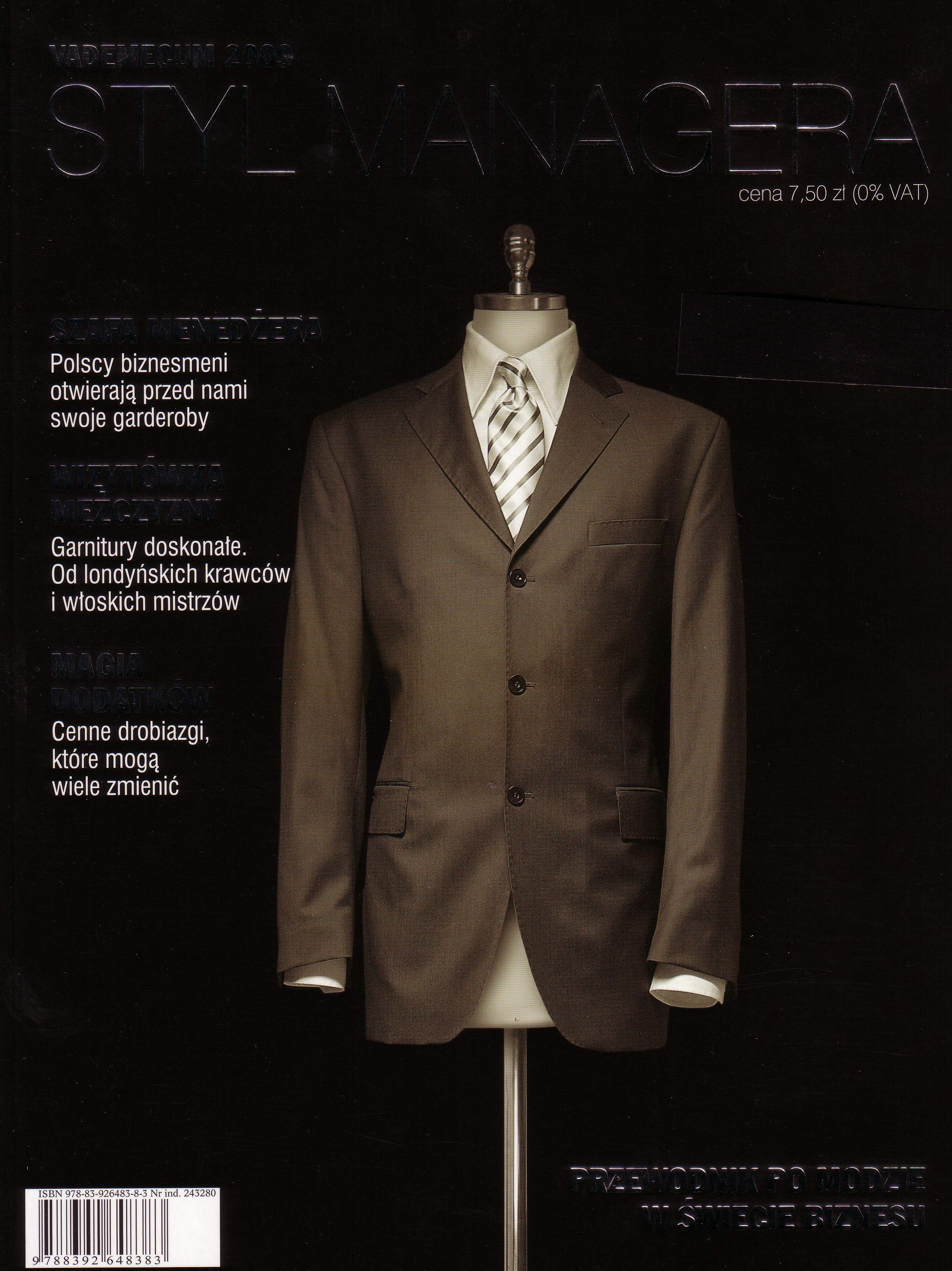
Cover der Sonderausgabe Vademecum Styl Managera, hier Ausgabe 2009 vom Oktober 2008

## Sonderausgaben
Ebenfalls eingestellt wurde 2008 die Herausgabe von weiteren Printobjekten des Verlages:
- Connoisseur – vierteljährlich erscheinende Lifestyle-Zeitschrift
- Vademecum Finanse Osobiste (Eigenschreibweise: vademecum finanse osobiste) – Jahrbuch zum Thema Geldanlage
- Vademecum Przedsiębiorcy (Eigenschreibweise: vademecum przedsiębiorcy) – Jahrbuch für Unternehmer
- Vademecum Styl Managera (Eigenschreibweise: VADEMECUM STYL MANAGERA) – Lifestyle-Jahrbuch

## Awards
- Top Manager[7] – Preise in vier Kategorien für herausragende Management-Leistungen in  börsennotierten Unternehmen. Träger waren u. a. Dariusz Miłek (CCC), Piotr Walter (TVN), Jan Kolański (Jutrzenka), Janusz Płocica (Zelmer), Maciej Witucki (TP SA)
- Galeria Chwały Polskiej Ekonomii – eine Auszeichnung für Volkswirte. Geehrt wurden u. a. Henryka Bochniarz und Leszek Balcerowicz
- Top 500 – Gwiazdy Nowej Europy – anlässlich des internationalen Wirtschaftstreffens Forum Ekonomiczne in Krynica-Zdrój vergebene Auszeichnung für wachstumsstarke Unternehmen Ost- und Mitteleuropas
- Dyrektor Finansowe, Auszeichnung für CFOs. Eine Kooperation mit der polnischen Niederlassung des Versicherungs-Unternehmen Euler Hermes